# Štrigova
Pour les articles homonymes, voir Strigova.
Štrigova est un village et une municipalité située dans le comitat de Međimurje, en Croatie. Au recensement de 2001, la municipalité comptait 3 221 habitants, dont 94,04 % de Croates et le village seul comptait 447 habitants.

## Histoire
Depuis le Traité de Karlowitz (1699) jusqu'en 1918, la région de la Mur (Comitat de Međimurje) fait partie de la monarchie autrichienne (empire d'Autriche), province de Croatie-Slavonie, mais intégrée au Royaume de Hongrie (Transleithanie) après le compromis de 1867. La ville est nommée STRIDAU lorsque le bureau de poste est ouvert le 1er janvier 1858.

## Localités
La municipalité de Štrigova compte 10 localités :
- Banfi
- Grabrovnik
- Jalšovec
- Leskovec
- Prekopa
- Robadje
- Stanetinec
- Sveti Urban
- Štrigova
- Železna Gora